# Лазерная коагуляция варикозных вен
Эндовазальная (эндовенозная) лазерная коагуляция (облитерация) варикозных вен (ЭВЛК, ЭВЛО) — современный метод, призванный устранить рефлюкс крови в поверхностных и перфорантных венах с помощью тепловой энергии лазерного излучения. ЭВЛО позволяет обойтись без разрезов и не требует госпитализации пациента в стационар. Международный термин — EVLA (endovenous laser ablation) — ЭВЛА (эндовенозная лазерная абляция).

## История
Сообщения о первых применениях лазеров во флебологии относятся к 1981 году. Anderson R.R., Parrish J.A., используя лазер на красителях с длиной волны 577 нм, вызывали повреждение микрососудов кожи. В основе технологии лежал эффект избирательного поглощения различными компонентами тканей лазерной энергии определённой длины волны, что приводило к их избирательному разрушению.
В 90-х годах XX века с появлением новых полупроводниковых структур стало возможным производить компактные лазеры, с большим ресурсом работы при низкой себестоимости. В 1998—1999 годах появились первые сообщения Boné C. о клиническом внутрисосудистом применении диодного лазера (810 нм) для ЭВЛО при ВРВНК. Метод получил название EVLT (en:Endovenous laser treatment).
В 2001 году Navarro L., Min R.J., Boné C. обобщили и опубликовали свои данные о внутрисосудистом введении лазерного световода для доставки энергии лазерного излучения в БПВ. Авторами был использован диодный лазер с длиной волны 810 нм Американского общества флебологов.
В 2002 году Chang C.J, Chua J.J. опубликовали результаты применения в период с января 1996 года по январь 2000 года Nd:YAG-лазера с длиной волны 1,064 нм для ЭВЛО большой подкожной вены (БПВ). За время исследования было проведено 252 ЭВЛО БПВ у 149 пациентов.
В 2002 году метод ЭВЛО БПВ запатентован V.Meloni с соавторами.
В 2003 году опубликованы результаты применения новой технологии при наличии рефлюкса крови по малой подкожной вене (МПВ) (Proebstle T.M., Gül D., Kargl A., Knop J., 2003). Механизм тромботической окклюзии после термического воздействия лазерного излучения описан в 2002 году Proebstle T.M. с соавторами.
С момента появления ЭВЛО отметилась тенденция к увеличению мощности энергии, подаваемой в сосуд. Ранние работы были выполнены на 10—15 Вт. После работы Proebstle T.M. с соавторами, показавшим прямую зависимость между объёмом образующихся пузырьков пара и энергией лазерного излучения, появились сообщения о результатах ЭВЛО с большими показателями мощности, иногда достигающими 30—40 Вт. (Proebstle T.M.,2005).
В России технология ЭВЛО пользуется нарастающим интересом, как у хирургов, так и у их пациентов. Растёт количество публикаций по данной тематике. Вышли в свет первые монографии и методические пособия.
Несмотря на накопленный опыт, технология ЭВЛО в наши дни ещё далека от своего совершенства. Поиск идёт в двух направлениях: во-первых в дальнейшей стандартизации её техники, уточнении показаний и противопоказаний на основе всё чаще публикуемых отдалённых результатов. Во-вторых, до сих пор идут споры вокруг оптимальной длины волны лазера, применяемого для ЭВЛО, и в этом вопросе ещё не всё очевидно.

## Механизм воздействия лазерного излучения на сосудистую стенку
Принцип ЭВЛО основан на термическом воздействии энергии лазерного излучения на внутреннюю поверхность вены. Однако, как установили[обтекаемое выражение] многочисленные экспериментальные и клинические исследования, лазерный луч воздействует на стенку сосуда опосредованно. Максимум поглощения энергии лазера 1040 нм приходится на содержащуюся в сосуде кровь. Под воздействием светового импульса в крови образуются пузырьки пара. Тепловое воздействие на стенку вены происходит благодаря её контакту с этими пузырьками. При этом происходит прямое повреждение эндотелия и 
коагуляция белков в субэндотелиальных слоях.
Именно деструкция эндотелия имеет ведущее значение в исходе лечения. В случае сохранения островков жизнеспособных эндотелиоцитов, последние могут стать источником регенерации с последующим возникновением кровотока и развитием реканализации.
Для того чтобы при ЭВЛО деструкция эндотелия была полной, необходимо создать в просвете сосуда достаточную плотность энергии лазерного излучения. Термическое повреждение внутренней стенки сосуда при этом должно привести к её «обугливанию». Чёрный цвет карбонизированной интимы начинает максимально интенсивно поглощать энергию лазера и ещё более разогреваться. Однако при более интенсивном или длительном воздействии стенка вены может перфорироваться. Последнее поколение лазеров для ЭВЛО имеет длину волны 1,94 мкм. При такой длине волны лазерное излучение больше поглощается водой крови и венозной стенки. Прямое воздействие на венозную стенку позволяет уменьшить мощность излучения, образование угля на световоде и нагревание его излучающей поверхности. Меньше вероятность перфорации стенки вены и болей в послеоперационном периоде. Такая длина волны подходит для наиболее крупных венозных стволов диаметром более 10 мм. Применение новых радиальных световодов увеличивает площадь лазерного излучения и уменьшает разогрев кончика световода. Круговое пятно излучения уменьшает риск осложнений и действует в основном на венозную стенку. Болевые ощущения после ЭВЛО такими световодами минимальны.
После проведённой ЭВЛО, вызванные ожогом процессы альтерации продолжают формировать некрозы в стенке вены вплоть до конца первой недели. Кроме интимы, в этот процесс могут вовлекаться и другие слои венозной стенки. При недостаточном тепловом воздействии на 4–8 сутки могут возникнуть явления тромбофлебита с субфебрилитетом, болезненностью и гиперемией по ходу коагулируемой вены. Этого, как правило, не возникает, если тепловое воздействие было адекватным. В дальнейшем, описанные процессы сменяются процессом организации. При этом тромб, обтурирующий просвет вены замещается соединительной тканью. Через год при правильно проведённой ЭВЛО вена приобретает вид соединительнотканного шнура.

## Показания и противопоказания

### Показания
- Приустьевое расширение БПВ не более 10 мм. Более широкие в просвете вены возможно «закрывать» при помощи ЭВЛО, однако методики проведения процедуры в этих случаях ещё остаются нестандартизироваными, а результаты — часто неудовлетворительными.
- Незначительное количество варикозно расширенных притоков. При выраженной варикозной трансформации большого количества подкожных вен объём операции может настолько возрастать, что травма, полученная пациентом за счёт стриппинга БПВ (МПВ) становится уже несущественной.
- Ровный ход ствола БПВ (МПВ). Бывают ситуации, при которых магистральный ствол делает изгиб, который невозможно пройти эндовазально ни проводником, ни зондом, ни катетером. В данной ситуации можно ввести два световода ниже и выше изгиба. Тем не менее, во время предоперационного ангиосканирования следует оценить ситуацию и взвесить все «за» и «против» ЭВЛО в данном случае.
- Трофические расстройства голени. Данное показание следует выделить особо для отдельной манипуляции — эндовазальной лазерной облитерации перфорантных вен (ЭВЛОПВ). Данный способ ликвидации горизонтального рефлюкса по своей надёжности практически не уступает открытой перевязке и эндоскопической диссекции, выгодно отличаясь от них малой травматичностью и возможностью многократного повторения. ЭВЛОПВ может выполняться в сочетании практически со всеми видами хирургической ликвидации рефлюкса по БПВ и МПВ.

### Противопоказания общего характера
- Установленная тромбофилия. Поскольку метод ЭВЛО подразумевает образование тромба в непосредственной близости от просвета бедренной или подколенной вены и активацию свертывающей системы крови, у таких пациентов существует угроза возникновения тромботического процесса в глубоких венах и тромбоэмболии лёгочных артерий (ТЭЛА).
- Хроническая ишемия нижних конечностей (ХИНК). Поскольку одним из этапов технологии ЭВЛО является обязательная компрессия в послеоперационном периоде, у пациентов с ХИНК она может значительно усугубить имеющеюся ишемию.
- Сопутствующая патология, требующая первоочередного лечения. Не вызывает сомнений, что наличие у пациента не связанного с варикозным расширением вен нижних конечностей (ВРВНК) заболевания, требующего незамедлительного лечения, позволяет отложить плановое вмешательство по поводу ВРВНК.
- Невозможность создания адекватной компрессии после вмешательства у пациентов, страдающих ожирением — является относительным противопоказанием для проведения ЭВЛО. Наличие значительных жировых отложений на бедрах, придающих им конусообразную форму, делает невозможным ношение ни компрессионного трикотажа, ни эластичных бинтов так, чтобы поддерживать необходимый уровень давления на бедре. Сюда же следует отнести отказ пациента (явный или нет) от ношения компрессионного трикотажа.
- Невозможность активизации больного после вмешательства. Лучший способ профилактики послеоперационных тромбоэмболических осложнений — ранняя активизация больного. В идеале технология ЭВЛО требует, чтобы больной сам вставал с операционного стола и ходил в течение определённого времени после вмешательства. У пациентов, которых по разным причинам невозможно активизировать в ранние сроки, безопаснее с этой точки зрения выполнять стриппинг.

### Противопоказания местного характера
- Значительное расширение ствола БПВ. В литературе можно найти указания на выполнение данного вмешательства при диаметре вены до 18 мм включительно.
- Наличие очагов воспаления в зоне вмешательства. Небольшие по размерам очаги воспалительных заболеваний кожи и подкожной жировой клетчатки под влиянием операционного стресса могут спровоцировать развитие раневой инфекции.

## Подготовка больного к проведению ЭВЛО
Как правило, специальной подготовки пациента данная методика не требует. Пациенту требуется пройти стандартный скрининг для госпитализации. Перед вмешательством необходимо побрить конечность.
Разметка на коже больного проводится под ультразвуковым контролем непосредственно перед вмешательством. Вначале определяется нижняя граница рефлюкса по БПВ (МПВ). Как правило, эта граница находится в месте впадения крупного притока. В этом месте ставится отметка. Вторая отметка ставится на 3-4 см дистальнее первой, в этом месте будет производиться пункция вены. Затем по ходу БПВ (МПВ) отмечаются все места впадения притоков - это делается для того, чтобы при ЭВЛО в этих местах выдержать более длительную экспозицию лазерного излучения и «закрыть» устья притоков. Дальше маркируются все варикозно расширенные притоки, независимо от способа, которым они будут удаляться.

## Техника выполнения ЭВЛО
Методика проведения ЭВЛО складывается из пяти последовательно выполняемых шагов:
Шаг 1. Пункция магистральной подкожной вены и проведение световода.
Шаг 2. Позиционирование рабочей части световода.
Шаг 3. Создание тумесцентной анестезии.
Шаг 4. Проведение эндовазальной лазерной облитерации.
Шаг 5. Наложение компрессионного бандажа.

## Особенности послеоперационного периода
Сразу после надевания компрессионного трикотажа пациенту рекомендуют походить около 40 минут. Непрерывная (круглосуточная) компрессия составляет 5 суток. В дальнейшем пациент носит компрессионный трикотаж только в дневное время. Общая продолжительность ношения компрессионного трикотажа составляет 2 месяца. Первый осмотр проводится на 2-3 сутки. При этом обязательно выполняется ультразвуковое ангиосканирование с оценкой состояния сафено-феморального (поплитеального) соустья. Следует исключить переход тромба в бедренную (подколенную) вену. Также оценивается состояние подвергшегося ЭВЛО венозного ствола. Надлежит убедиться, что ЭВЛО прошла удачно и кровоток в вене отсутствует.
Как любое хирургическое вмешательство, ЭВЛО имеет свой послеоперационный период. К нормальным проявлениям послеоперационного периода следует отнести:
- Довольно редко, преимущественно у пациентов с низким болевым порогом, в первые сутки после ЭВЛО отмечается болезненность в оперированной конечности. Необходимо помнить, что часто такой болевой синдром связан не с операционной травмой, а с неправильно наложенным компрессионным бандажом, который может сильно сдавливать конечность.
- Появление кровоподтёков по ходу коагулированной вены. Причина появления кровоподтеков кроется как в перфорациях вены при ЭВЛО, так и в чрезмерно выполненной тумесцентной анестезии, когда «ползущий» инфильтрат под давлением разрывает подкожные ткани.
- Чувство «хорды» вдоль бедра (при ЭВЛО БПВ). При полном разгибании конечности в коленном суставе пациент ощущает натяжение в месте расположения БПВ, мешающее до конца разогнуть конечность. Как правило, данное ощущение исчезает в сроки до 1,5 месяцев.
- Кратковременный подъём температуры до субфебрильных цифр после проведения ЭВЛО. Этот подъём обусловлен пирогенным действием образовавшихся после ЭВЛО продуктов деградации белков. При необходимости купируется приёмом нестероидных противовоспалительных средств (НПВС).
- Примерно у 20 % пациентов на 4-6 сутки после ЭВЛО могут появиться тянущие ощущения вдоль коагулированной вены. Неприятные ощущения купируются приёмом НПВС.